# Carlos González Cruchaga
Carlos González Cruchaga (* 8. Juni 1921 in Santiago de Chile, Chile; † 21. September 2008 in Lircay bei Talca, Chile) war ein chilenischer Geistlicher und römisch-katholischer Bischof von Talca.

## Leben
Carlos González Cruchaga, Cousin und Patenkind des chilenischen Jesuiten und Heiligen Alberto Hurtado Cruchaga, studierte nach dem Besuch des Jesuitenkollegs San Ignacio zunächst ab 1937 Agrarwissenschaften und trat 1938 in das Priesterseminar von Santiago ein. Er studierte Theologie an der Päpstlichen Katholischen Universität von Chile und empfing durch Erzbischof José María Caro Rodríguez am 23. September 1944 die Priesterweihe für das Erzbistum Santiago de Chile. Nach seelsorgerischer Tätigkeit war er von 1947 bis 1949 für das nationale katholische Kinder- und Jugendhilfswerk in Chile, „Asesor Nacional de la Juventud Obrera Católica (JOC)“, tätig. Er war Präfekt am Priesterseminar von Santiago, später dessen Rektor.
Papst Paul VI. ernannte ihn am 4. Januar 1967 zum Bischof von Talca. Die Bischofsweihe spendete ihm der Bischof von Valdivia, José Manuel Santos Ascarza OCD, am 7. Mai 1967; Mitkonsekratoren waren Bernardino Piñera Carvallo, Bischof von Temuco, und Gabriel Larraín Valdivieso, Weihbischof in Santiago de Chile. Er war von 1988 bis 1992 Präsident der chilenischen Bischofskonferenz. Als Verfechter der Menschenrechte unter dem Diktator Augusto Pinochet trat er für die Demokratisierung Chiles ein.
Sein altersbedingtes Rücktrittsgesuch nahm Papst Johannes Paul II. am 12. Dezember 1996 an. Er starb an den Folgen einer Leberkrebserkrankung.

## Schriften
- Sobre La Cabeza Llueve Ceniza, Editorial Tiberiades, ISBN 9567488940.
- Y Que Hiciste Con Tu Hermano ? , Libro Nuevo, ISBN 9562829626.
- Humanidad y Fe.Monseñor Carlos González Cruchaga .Homenaje en sus sesenta años de sacerdocio , Editorial Universidad de Talca 2004, ISBN 9567059608.
- La Mirada Atenta y El Paso Ligero , Ediciones Chile America 2003, ISBN 9562111059.
- Quién es Jesús, 2008